# Chiesa di San Niccolò a Torri
La chiesa di San Niccolò a Torri si trova in località Torri presso Scandicci, in provincia di Firenze.
Fu un monastero, fin dal XII secolo sotto il patronato dei Vallombrosani di San Salvi, e ne dà testimonianza architettonica il chiostro laterale in parte tamponato.
L'edificio è molto semplice, intonacato all'esterno con la facciata a capanna; l'interno presenta integre le trasformazioni ottocentesche, con gli arredi coevi che si accordano all'architettura, come gli altari di stucco dipinto a finto marmo, alternati a nicchie chiuse da vetri che conservano statue devozionali, fra cui una Madonna Buona Pastora.